# František Novotný (Skispringer)
František Novotný ist ein ehemaliger tschechoslowakischer Skispringer.
Novotný sprang am 10. Februar 1980 im französischen Saint-Nizier sein einziges Springen im Skisprung-Weltcup. Dabei erreichte er auf der Großschanze den 14. Platz und gewann so zwei Weltcup-Punkte. Durch diese Weltcup-Punkte belegte er am Ende der Saison 1979/80 gemeinsam mit Shinya Sasaki und Hubert Schwarz den 96. Platz in der Weltcup-Gesamtwertung.